# جاي فرد دوكت
جاي فرد دوكت (بالإنجليزية: J. Fred Duckett)‏ هو كاتب حول الرياضة أمريكي، ولد في 4 مايو 1933 في هيوستن في الولايات المتحدة، وتوفي بنفس المكان في 25 يونيو 2007 بسبب ابيضاض الدم.